# Robert Freeman Smith
Robert Freeman Smith (ur. 16 czerwca 1931 w Portland, Oregon, zm. 21 września 2020 w Medford, Oregon) – amerykański polityk, członek Partii Republikańskiej. W dwóch różnych okresach był przedstawicielem drugiego okręgu wyborczego w stanie Oregon w Izbie Reprezentantów Stanów Zjednoczonych. Po raz pierwszy zasiadał w niej w latach 1983–1995 przez sześć dwuletnich kadencji, a następnie w latach 1997–1999 został ponownie wybrany na kolejną dwuletnią kadencję.